# San Antonio del Golfo
San Antonio del Golfo é uma cidade venezuelana, capital do município de Mejía.